# Sant Ilari d'Aiac
Ayat-sur-Sioule és un municipi francès situat al departament del Puèi Domat i a la regió d'Alvèrnia-Roine-Alps. L'any 2007 tenia 137 habitants.

## Fills il·lustres
- Louis Charles Antoine de Beaufranchet (1757-1812) fou un militar i polític.

## Demografia

### Població
El 2007 la població de fet d'Ayat-sur-Sioule era de 137 persones. Hi havia 61 famílies de les quals 19 eren unipersonals (15 homes vivint sols i 4 dones vivint soles), 26 parelles sense fills, 8 parelles amb fills i 8 famílies monoparentals amb fills.
La població ha evolucionat segons el següent gràfic:
Habitants censats

### Habitatges
El 2007 hi havia 120 habitatges, 63 eren l'habitatge principal de la família, 39 eren segones residències i 18 estaven desocupats. 118 eren cases i 2 eren apartaments. Dels 63 habitatges principals, 58 estaven ocupats pels seus propietaris, 5 estaven llogats i ocupats pels llogaters i 1 estava cedit a títol gratuït; 1 tenia una cambra, 4 en tenien dues, 8 en tenien tres, 21 en tenien quatre i 29 en tenien cinc o més. 47 habitatges disposaven pel capbaix d'una plaça de pàrquing. A 33 habitatges hi havia un automòbil i a 28 n'hi havia dos o més.

### Piràmide de població
La piràmide de població per edats i sexe el 2009 era:
| Homes | Edats   | Dones |
| ----- | ------- | ----- |
| 0     | 95 o +  | 0     |
| 0     | 90 a 94 | 0     |
| 0     | 85 a 89 | 4     |
| 0     | 80 a 84 | 0     |
| 4     | 75 a 79 | 8     |
| 4     | 70 a 74 | 0     |
| 4     | 65 a 69 | 8     |
| 12    | 60 a 64 | 0     |
| 4     | 55 a 59 | 12    |
| 12    | 50 a 54 | 4     |
| 0     | 45 a 49 | 4     |
| 8     | 40 a 44 | 4     |
| 0     | 35 a 39 | 4     |
| 4     | 30 a 34 | 0     |
| 0     | 25 a 29 | 4     |
| 4     | 20 a 24 | 8     |
| 0     | 15 a 19 | 4     |
| 0     | 10 a 14 | 4     |
| 0     | 5 a 9   | 4     |
| 0     | 0 a 4   | 0     |

## Economia
El 2007 la població en edat de treballar era de 77 persones, 47 eren actives i 30 eren inactives. De les 47 persones actives 46 estaven ocupades (27 homes i 19 dones) i 1 aturada (1 dona i 1 dona). De les 30 persones inactives 20 estaven jubilades, 3 estaven estudiant i 7 estaven classificades com a «altres inactius».

### Ingressos
El 2009 a Ayat-sur-Sioule hi havia 63 unitats fiscals que integraven 131 persones, la mediana anual d'ingressos fiscals per persona era de 11.627 €.

### Activitats econòmiques
Dels 4 establiments que hi havia el 2007, 1 era d'una empresa de comerç i reparació d'automòbils, 1 d'una empresa de serveis i 2 d'empreses classificades com a «altres activitats de serveis».
L'any 2000 a Ayat-sur-Sioule hi havia 15 explotacions agrícoles que ocupaven un total de 1.034 hectàrees.

## Poblacions més properes
El següent diagrama mostra les poblacions més properes.